# Hassan Sheikh Mohamud
Hassan Sheikh Mohamud (somaliska: Xasan Sheekh Maxamuud, arabiska: الشيخ حسن محمود), född 29 november 1955 i Jalalaqsi i Hiiraan, är en somalisk politiker och aktivist. Han var Somalias president mellan den 10 september 2012 och 8 februari 2017. Han återvaldes till landets president den 15 maj 2022.

## Biografi
Hassan Sheikh Mohamuds familj tillhör Hawiye-klanen. Mohamud tog examen från Jaamacada Ummada Soomaaliyeed år 1981. Han flyttade senare till Indien och studerade vid Barkatullah University, där han avlade en magisterexamen år 1988. Mohamud talar somaliska och engelska.
Mohamud arbetade som utbildningsadministratör för Unicef i centrala och södra delarna av landet från 1993 till 1995. År 1999 var han med och grundade Somali Institute of Management och Administration (SIMAD) i huvudstaden. Institutet överfördes därefter till Simad-universitet, och Mohamud arbetade som dekan fram till 2010. 

## Politisk karriär
Mohamud började engagera sig i somalisk politik året därpå och grundade det oberoende partiet Freds- och utvecklingspartiet (PDP) i april 2011. Partimedlemmar valde honom enhälligt till partiledare i april 2011 med ett mandat på tre år.
Den 10 september 2012 valdes Mohamud till Somalias president vid landets presidentval 2012.
Den 15 maj 2022 återvaldes Hassan Sheikh Mohamoud till Somalias president för andra gången. Han efterträdde Mohamed Abdullahi Mohamed.